# Karol Filip Malcz
Karol Filip Malcz (ur. 10 sierpnia 1798 w Warszawie, zm. 15 marca 1867 w Ozorkowie) – złotnik warszawski z XIX w., właściciel warszawskiej fabryki wyrobów srebrnych.

## Życiorys
Ojciec Karola Bogumił Konstanty Malcz (1767–1809), lekarz, syn kantora kościoła St.Wentzelskirche w Lommatzsch (Saksonia) Gottloba Ehrenfrieda Malscha (Maltzscha), wraz z dwoma braćmi Adolfem Ehrenfriedem – chirurgiem i Karolem Augustem – aptekarzem, osiadł w Warszawie. Wszyscy oni spolszczyli swe nazwisko na Malcz. W dn. 25 listopada 1794 Bogumił Konstanty poślubił Annę Dorotę Bandau (1775–1811), córkę znanego złotnika Jana Bandaua. Miał z nią pięcioro dzieci, wśród nich Jana Fryderyka Wilhelma, Karola Filipa i Jana Bogumiła Konstantego.
Wkrótce rodzina Malczów przeniosła się do Kocka, gdzie ojciec Karola prowadził praktykę lekarską aż do swej śmierci w roku 1805. Po śmierci ojca ośmioletni Karol wrócił do Warszawy. Przez kilka lat pracował w aptece, lecz wkrótce zaczął kształcić się na złotnika w warsztacie swego dziadka ze strony matki, gdzie wyzwolił się na czeladnika. W sierpniu 1818 wyruszył w wędrówkę rzemieślniczą po Europie. W ciągu dziewięciu lat odwiedził Niemcy, Austrię, Węgry, Włochy, Francję, Anglię i Holandię, gdzie poznawał technikę i wzornictwo, ale także uczył się języków (znał ich siedem). Po powrocie w grudniu 1827 wykonał sztukę mistrzowską w warsztacie Jana Macieja Schwartza.
W tym samym roku poślubił Rozynę Karolinę Werner (1804–1891) w ten sposób wchodząc w koligację z rodem Wernerów, fabrykantów warszawskich i łódzkich. Mieli dwóch synów: zmarłego w dzieciństwie Karola Filipa (1833-1837) i Wilhelma Ludwika (1834–1878).
Od 1828, przy finansowej pomocy starszego brata Wilhelma, wówczas już wziętego lekarza, rozpoczął samodzielną działalność. Początkowo otworzył warsztat i sklep w domu Celińskiego na Krakowskim Przedmieściu pod nr hip. 448, później w jednej z dwu własnych kamienic nr hip. 378 (posiadał jeszcze sąsiednią o nr hip. 377 – obie rozebrano w 1867). W 1863 przeniósł się do kamienicy Emmela na Mazowieckiej pod nr hip. 1350. Ostatecznie w 1864 wrócił na Krakowskie Przedmieście do domu Karola Beyera na rogu ul. Królewskiej (nr hip. 412a).
W roku 1864 Karol Filip Malcz zakończył swoją aktywność zawodową i przekazał firmę bratankowi żony Augustowi Teodorowi Wernerowi.

Zmarł nagle w Ozorkowie podczas wizyty u rodziny Wernerów. Został tymczasowo pochowany w ich grobowcu na cmentarzu luterańskim w Ozorkowie a później przeniesiony na Cmentarz ewangelicko-augsburski w Warszawie do grobu oznaczonego AIF/1/28.

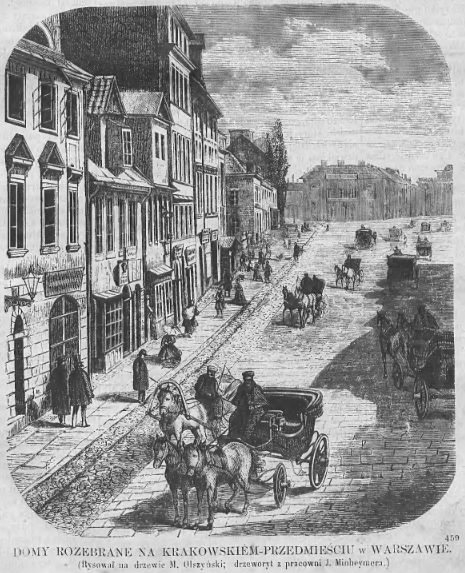
Wąskie Krakowskie Przedmieście w Warszawie przed 1865 r. - Czteropiętrowy dom pośrodku to nr hip. 378

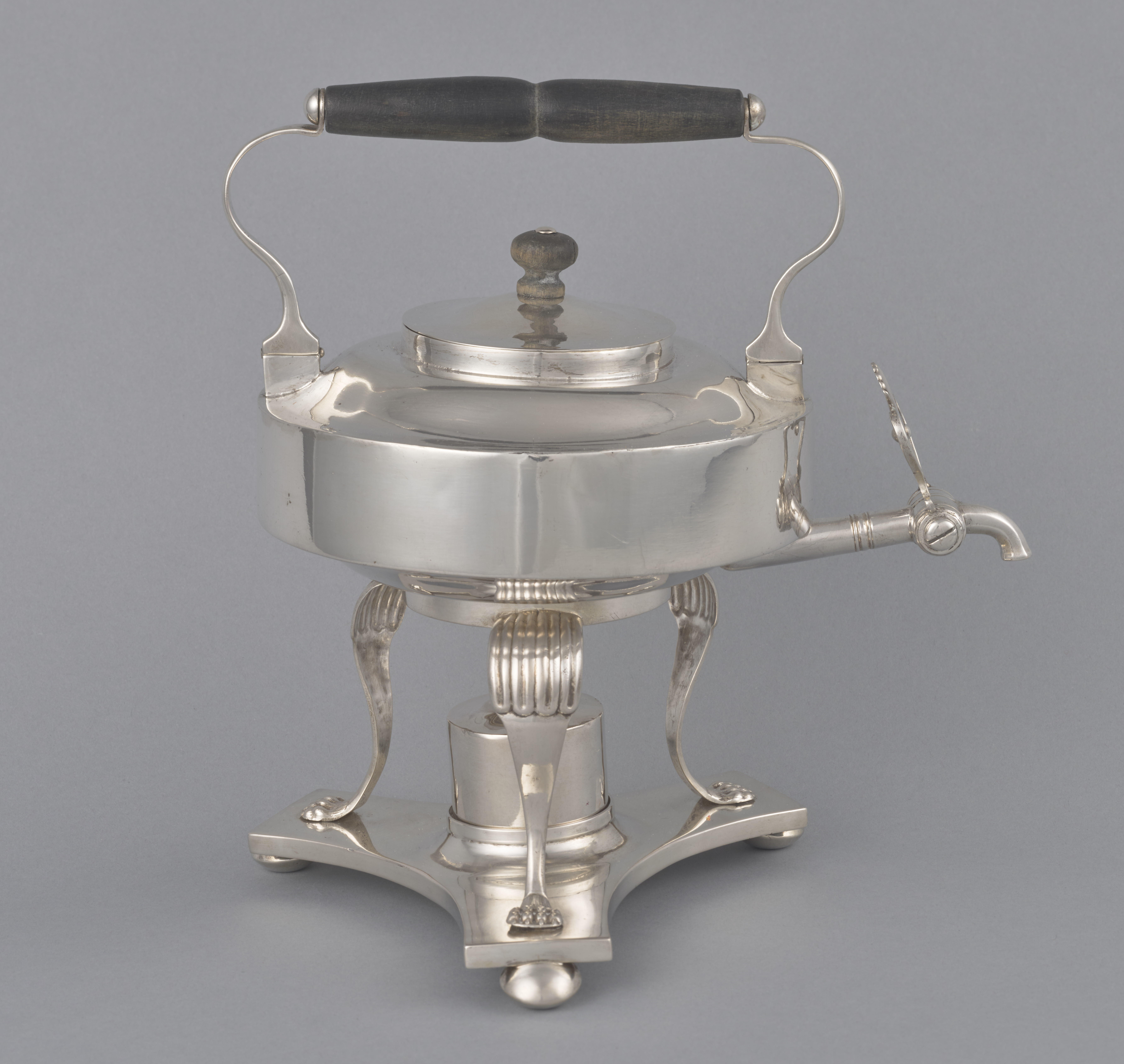
Buliera z Fabryki Wyrobów Srebrnych Malcza ze zbiorów Muzeum Warszawy

## Fabryka Wyrobów Srebrnych Malcza
Otwarta w r. 1828 w wynajętym lokum pracownia, dzięki zdolnościom Malcza, już po dwóch latach przekształciła się w dużą firmę o nazwie Fabryka Wyrobów Srebrnych K.F. Malcza i przeniosła do własnej kamienicy nr 378 na Krakowskim Przedmieściu, gdzie funkcjonowała przez kolejne 33 lata. W 1842 zatrudniała 50 pracowników, a wartość produkcji w 1848 wynosiła 80 tys. rubli srebrem.
Firma wytwarzała wyroby o charakterze użytkowym ale o wysokim poziomie artystycznym, głównie nakrycia stołowe: sztućce, cukiernice, solniczki, imbryki, mleczniki, buliery jak również świeczniki, kandelabry, ramy luster, dzbany itd. Wykonywała też wyroby liturgiczne. Początkowo Malcz projektował wyroby własnoręcznie, później przy udziale współpracowników w tym rzeźbiarza Ludwika Kauffmanna i grawera Hipolita Styfiego. Wyroby Malcza wystawiane były wielokrotnie na wystawach krajowych gdzie były nagradzane. Są one sygnowane cechą „Malcz” (pisaną kursywą) i znakiem firmowym w formie kotwicy w owalu.
Dużą kolekcję sreber Malcza (ok. 75 sztuk) posiada Muzeum Warszawy.